# Écluzelles
Écluzelles é uma comuna francesa na região administrativa do Centro, no departamento Eure-et-Loir. Estende-se por uma área de 3,19 km². Em 2010 a comuna tinha 171 habitantes (densidade: 53,6 hab./km²).